# Aschersleben
Aschersleben er en by i Salzlandkreis i den tyske delstat Sachsen-Anhalt. Det er den by i Sachsen-Anhalt hvis skrevne historie går længst tilbage, og den trediestørste by i Salzlandkreis. Aschersleben ligger ved den nordøstlige del af Harzen i dalen ved floden Eine; derfor bliver Aschersleben også kaldt „Tor zum Harz“, Porten til Harzen.
Aschersleben var i det 12. århundrede under Albrecht 1. af Askanierslægten midtpunktet i fyrstedømmet Anhalt. Byen har et velbevaret fæstningsanlæg og bycentrum fra middelalderen. Det latinske navn for Aschersleben er: Ascharia.

## Geografi
Aschersleben ligger mellem Harzen og Magdeburger Börde, omkring 50 km sydvest for Magdeburg, og cirka 50 km nordvest for Halle (Saale). Byen ligger ved Eine, der mod sydøst for byen løber ud i floden Wipper .
Byen er omgivet af landbrugsland. Mod nordvest ligger Concordiasee og Königsauer See, to store åbne miner, der efterhånden er blevet til søer.
Til 1945 var Aschersleben mod vest, øst og sydøst omgivet af Hertugdømmet Anhalt.